# 니시지마 마히로
니시지마 마히로(西島 麻紘), Mahiro Nishijima(1987년 1월 11일 ~ )은 일본의 여자성우이다. 일본 예능프로덕션 악센트 13기생으로, 2013년 데뷔하였다.

## 경력
니혼대학교 예술학부 방송학과 졸업 후, 성우의 꿈을 갖고 오디션을 거쳐 현재의 사무소에 소속한다.
2013년, 일본WOWOW채널에서 외화 《CSI: 과학수사대》시즌12의 극중 신시아역의 성우로서 데뷔를 했다.
그 후 한국 드라마등의 성우로서도 활약, 2013년 NHK-BS에서 방송된《마의》에서 말금역(오인혜분), 2014년 TV 아이치 및 TV 오사카에서 방송된 《너의 목소리가 들려》에서 고성빈(김가은 (1989년 1월)분) 역을 맡았다.
여자 성우로서, 대체로 여자 역할을 하는 편이지만, 약간 허스키한 목소리를 가지고 있어 어린남자아이부터 남자 고등학생의 역할도 가능하다. 음역대가 넓은 편이라고 평가받고 있다. 드라마 《마의》를 계기로 이병훈 (연출가) 감독과 만남을 갖기도 하였다.

## 출연 작품

### 외화 더빙
- 2013년 BS후지 《중국 드라마 후궁의 눈물》蕭瑍雲役
- 2013년 일본WOWOW《CSI: 과학수사대》시즌12（신시아役）
- 2013년《본즈 (드라마)》시즌8
- 2013년 NHK-BS《마의》말금役 - 오인혜분
- 2013년 일본WOWOW《프로젝트 런웨이》시즌９]（킴벌리役）
- 2014년 일본Super Drama TV THE MICHAEL J･FOX SHOW]] 리스役
- 2014년 일본훌루《The Goldbergs (TV series)》 에반役
- 2014년 일본닛폰 TV 방송망《어메이징 스파이더맨》
- 2014년 TV 아이치 및 TV 오사카 《너의 목소리가 들려》 고성빈役 - 김가은 (1989년 1월)분
- 2014년 Save Me! 대여용 DVD 일본어판 (칼리役）

## 참고 자료
- http://aksent.co.jp/blog/300/post_110.html 보관됨 2015-01-06 - 웨이백 머신 일본 예능프로덕션 악센트(アクセント)의 홈페이지